# Ilhéu Bom Bom
Ilhéu Bom Bom, o també Ilhéu Bombom, és una illa del golf de Guinea. L'illot està situat al nord de la costa de l'illa de Príncipe, una de les illes que formen la república de São Tomé i Príncipe. La seva població era de 15 habitants (2008 est.). L'illa inclou un grapat de ressorts turístics de São Tomé i Príncipe.